# 井上直久
井上 直久（いのうえ なおひさ、1948年 - ）は、日本の画家、イラストレーター、漫画家。大阪府東大阪市出身、茨木市在住。大阪府立春日丘高等学校、金沢美術工芸大学産業美術科卒業。
大学卒業後の1971年から2年間広告代理店に勤め、その後大阪府立春日丘高等学校に美術教諭として20年間勤務。学校勤務と並行して、異郷「イバラード」をテーマにした作品を描き、個展や画集を発表。1992年に学校退職後も精力的に活動し、1995年公開のアニメ映画『耳をすませば』中の挿話「バロンのくれた物語」の背景画を制作して注目を集めた。2002年から6年間成安造形大学に教授として勤務。2007年にはスタジオジブリが製作した映像作品『イバラード時間』を監督した。

## 主な書籍・作品
- 1981 画集「イバラード」
- 1983 絵本「イバラードの旅」講談社絵本新人賞
- 1985 コミックス「イバラード物語」青心社
- 1994 画集「イバラード博物誌」架空社
- 1995 映画「耳をすませば」

（スタジオジブリ作品 監督近藤喜文）の幻想シーン『バロンのくれた物語』の美術制作
- 1997 画集「空の庭、星の海 イバラード博物誌第II集」架空社
- 1999 画集「ジパングの岸辺 イバラード博物誌第III集」架空社
- 2001 中学国語1 - 3年教科書表紙装画　教育出版
- 2001 画集「世界はあなたのコレクション」架空社
- 2001 三鷹の森ジブリ美術館メインホール壁画制作
- 2003 画集「ここが、その街 イバラード博物誌第IV集」架空社
- 2004 中学美術教科書1年に作品「エアシップの木」と解説文掲載　日本文教出版
- 2005 中学国語教科書に「まだ言葉にならないものを描く」執筆
- 2005 短編映画「星をかった日」（スタジオジブリ作品　監督宮崎駿）に原作提供と美術制作
- 2006 絵本「星をかった日」架空社
- 2007 DVD・BD「イバラード時間」（スタジオジブリ作品）監督
- 2008 画集「水わく丘　イバラード博物誌第V集」架空社

## 主な個展
- 1994 「井上直久／イバラード博物誌展」南青山 Pinpoint Gallery（'95 '97）
- 1994 「井上直久洋画展」
  - 大阪梅田阪急百貨店美術画廊（'96 '97 '98 '99 '00 '02 '04 '06 '08 '10）
- 1996 「井上直久／イバラード博物誌展」仙台141
- 1997 「イバラード／ラピュタの孵る街 井上直久展」 有楽町マリオン
- 1998 「イバラードの世界／井上直久展」豊科近代美術館
- 1998 「井上直久／イバラード紀行展」
  - 池袋東武百貨店美術画廊（'99 '00 '01 '02 '03 '04 '05 '06 '07 '08 '09 '10）
- 2000 「井上直久／イバラードのお土産　陶彫展」
  - 南青山Pinpoint Gallery
- 2000 「INOUE Naohisa／Le Monde d' Iblard」
  - パリ・エスパスジャポン
- 2001 「イバラード紀行・井上直久展」
  - 渋谷 Bunkamura gallery（'03 '05）
  - 「INOUE Naohisa／Iblard 2001」
  - パリ・エスパス・キュルチュアル・ベルタンポアレ
- 2003 「NAOHISA INOUE Recent works」
  - ニューヨーク CAELUM GALLERY
  - 「イバラードの世界」展
    - 豊川市中央図書館
    - 「STAR SHOP 星の店 〜イバラード博物誌より〜」プラネタリウム番組
    - 秋田 星空探険館スペーシア 10/4 -
    - 豊川市 ジオスペース